# Nihon SF Taikai
De Nihon SF Taikai (日本SF大会, Japan SF Convention) is een jaarlijkse sciencefictionevenement dat gehouden wordt in Japan. Ieder van deze conventies heten officieel Nde Nihon SF Taikai (第N回日本SF大会), maar ze zijn een stuk bekender onder de officiële bijnamen die gegeven worden op basis van hun locatie, bijvoorbeeld TOKON (wanneer het gehouden wordt in Tokio) of DAICON (wanneer het gehouden wordt in Osaka).
Elk jaar komen ongeveer 1000 tot 1500 sciencefictionfans naar de Nihon SF Taikai. Evenementen op de conventie zijn onder andere panels, lezingen, voorbeschouwingen van films en series, feesten, spel, concerten en een verkoopruimte voor het verkopen van zeldzame boeken, tijdschriften en andere spullen die gerelateerd zijn aan sciencefiction.
Een aantal prijzen worden uitgereikt op de conventie, waaronder de meest bekende de Seiun Prijs is voor de beste sciencefiction van het jaar zoals genomineerd door de bezoekers van de conventie.
Buiten Japan is de Nihon SF Taikai vooral bekend door de animatie van de openingsceremonie van DAICON IV, die geproduceerd werd door de animatoren die later Gainax oprichten. De DAICON IV openingsvideo bevat een meisje in een Playboy Bunny-pak  met vele cameos van verschillende sciencefictionfilms en verhalen. De DAICON IV openingsvideo is een van de kenmerken van de otakucultuur en komt in meerdere otaku-gerelateerde kunstwerken en tv-shows voor, waaronder  FLCL en Densha Otoko.

## Lijst van Taikai locaties
1. 1962 - Tokio - MEG-CON
2. 1963 - Tokio - TOKON
3. 1964 - Osaka -  DAICON
4. 1965 - Tokio -  TOKON 2
5. 1966 - Nagoya -  MEICON
6. 1967 - Tokio -  TOKON 3
7. 1968 - Tokio -  TOKON 4
8. 1969 - Kumamoto -  KYUKON
9. 1970 - Tokio -  TOKON 5
10. 1971 - Osaka -  DAICON 2
11. 1972 - Nagoya -  MEICON 2
12. 1973 - Hokkaidō -  EZOCON
13. 1974 - Kyoto -  MIYACON
14. 1975 - Kobe -  SHINCON
15. 1975 - Tokio -  TOKON 6
16. 1977 - Yokohama -  HINCON
17. 1978 - Kanagawa -  ASHINOCON
18. 1979 - Nagoya -  MEICON 3
19. 1980 - Tokio -  TOKON 7
20. 1981 - Osaka -  DAICON 3
21. 1982 - Tokio -  TOKON 8
22. 1983 - Osaka -  DAICON 4
23. 1984 - Hokkaidō -  EZOCON 2
24. 1985 - Niigata -  GATACON Special Summer Fest
25. 1986 - Osaka -  DAICON 5
26. 1987 - Ishikawa -  URACON '87
27. 1988 - Gunma -  MiG-CON
28. 1989 - Nagoya -  DAINA CON EX
29. 1990 - Tokio -  TOKON 9
30. 1991 - Kanazawa -  i-CON
31. 1992 - Yokohama -  HAMACON
32. 1993 - Osaka -  DAICON 6
33. 1994 - Okinawa -  RYUCON
34. 1995 - Hamamatsu -  はまなこん (Hamanacon)
35. 1996 - Kitakyushu -  コクラノミコン (Kokuranomicon)
36. 1997 - Hiroshima -  あきこん (Akicon)
37. 1998 - Nagoya (Mars) -  CAPRICON 1
38. 1999 - Nagano -  やねこん (Yanecon)
39. 2000 - Yokohama -  Zero-CON
40. 2001 - Chiba -  SF2001 Internationale Conferentie Centrum (未来国際会議, Mirai Kokusai Kaigi)
41. 2002 - Shimane -  ゆ～こん (Yūcon)
42. 2003 - Tochigi -  T-3
43. 2004 - Gifu -  G-CON
44. 2005 - Yokohama -  HAMACON 2
45. 2006 - Matsushima (Miyagi)  - Michinoku SF Matsuri Zuncon (みちのくSF祭ずんこん)
46. 2007 - Yokohama - Nippon2007 65ste World Science Fiction Convention
47. 2008 - Kishiwada (Osaka) - DAICON 7
48. 2009 - Tochigi - T-con 2009
49. 2010 - Tokio -  TOKON 10
50. 2011 - Shizuoka
51. 2012 - Yubari (Hokkaidō) - VARICON